# Park Narodowy Keresz-Marusza
Park Narodowy Keresz-Marusza (węg. Körös-Maros Nemzeti Park) – park narodowy położony w południowo-wschodniej części Węgier, na Wielkiej Nizinie Węgierskiej. Utworzony w 1997 roku, obejmuje obszar o powierzchni 512,9 km² i jest jednym z dziesięciu parków narodowych na Węgrzech. Jego celem jest ochrona unikalnych siedlisk, takich jak mokradła, stepy oraz lasy łęgowe, a także populacji cennych gatunków, w tym dropia zwyczajnego.

## Położenie
Park Narodowy Keresz-Marusza znajduje się w południowo-wschodniej części Węgier, na Wielkiej Nizinie Węgierskiej (Alföld). Terytorium parku rozciąga się wzdłuż rzek Keresz (Körös) i Maruszy (Maros). Jest to jeden z dziesięciu parków narodowych na Węgrzech, obejmujący tereny o wysokiej wartości przyrodniczej.

## Charakterystyka przyrodnicza
Park Narodowy Keresz-Marusza charakteryzuje się mozaiką różnorodnych ekosystemów. Obejmuje on rozległe mokradła, równiny zalewowe rzek Keresz i Marusza, tradycyjne stepy puszty, słone równiny oraz fragmenty lasów łęgowych. Jest uznawany za jeden z najważniejszych w Europie obszarów trawiastych i podmokłych, odgrywając kluczową rolę w ochronie różnorodności biologicznej oraz jako korytarz ekologiczny.

## Flora i fauna
Flora i fauna Parku Narodowego Keresz-Marusza odzwierciedla unikalny charakter Wielkiej Niziny Węgierskiej, z silnymi powiązaniami z wschodnimi obszarami stepowymi. Roślinność słonych i lessowych łąk jest charakterystyczna dla tego regionu. Wśród rzadkich gatunków roślin wymienić można miłek wołżański (Adonis volgensis), który w Europie znany jest tylko z nielicznych stanowisk, oraz szałwię zwisłą (Salvia nutans), nadal spotykaną na wschodzie Węgier. Podobnie jak w przypadku flory, najważniejsze z punktu widzenia ochrony gatunki fauny wykazują związki z obszarami wschodnimi i południowymi. Należą do nich m.in. ślimak Hygromia kovacsi, ćma stepowa (gatunek z rodzaju Catopta, np. Catopta thrips), chrząszcz kozioróg Pilemia tigrina, traszka naddunajska (Triturus dobrogicus), ślepiec mały (Nanospalax leucodon) oraz tchórz stepowy (Mustela eversmanni). Park jest również ostoją dla globalnie zagrożonych gatunków ptaków, takich jak drop zwyczajny (Otis tarda), orzeł cesarski (Aquila heliaca), raróg zwyczajny (Falco cherrug) oraz kobczyk zwyczajny (Falco vespertinus).

## Awifauna
Według bazy danych Avibase, która obejmuje Park Narodowy Keresz-Marusza i jego okolice (region HU0007), na tym obszarze odnotowano łącznie 315 gatunków ptaków.